# Старт-Пойнт (Девон)
Старт-Пойнт (англ. Start Point) — мыс в районе Саут Хэмс графства Девон, Англия. Будучи одной из самых южных точек графства, мыс отмечает южный предел бухты Старт-Бэй, которая простирается на север до эстуария реки Дарт. На мысе находится одноимённый маяк.

## Топонимика
Название Старт (англ. Start) происходит от др.-англ. steort, которое значит «хвост». Подобным образом в английском языке формируются также названия птиц с примечательными хвостами, например redstart (англ. red — красный + start от др.-англ. steort — хвост = красный хвост), что значит горихвостка, которую часто называют firetail (англ. fire — огонь + tail — хвост = огненный хвост).

## Геология
Мыс сложен в основном из зелёных и слюдяных сланцев, сформировавшихся в результате изменения (метаморфизма) девонских осадочных пород во время горообразовательного периода в конце каменноугольного периода.